# Mangrovenfarne
Mangrovenfarne (Acrostichum) bilden eine Pflanzengattung innerhalb der Familie der Saumfarngewächse (Pteridaceae). Die nur drei oder vier Arten gedeihen pantropisch in Sumpfgebieten, insbesondere in süßwasserbeeinflussten Randbereichen von Mangroven.

## Beschreibung

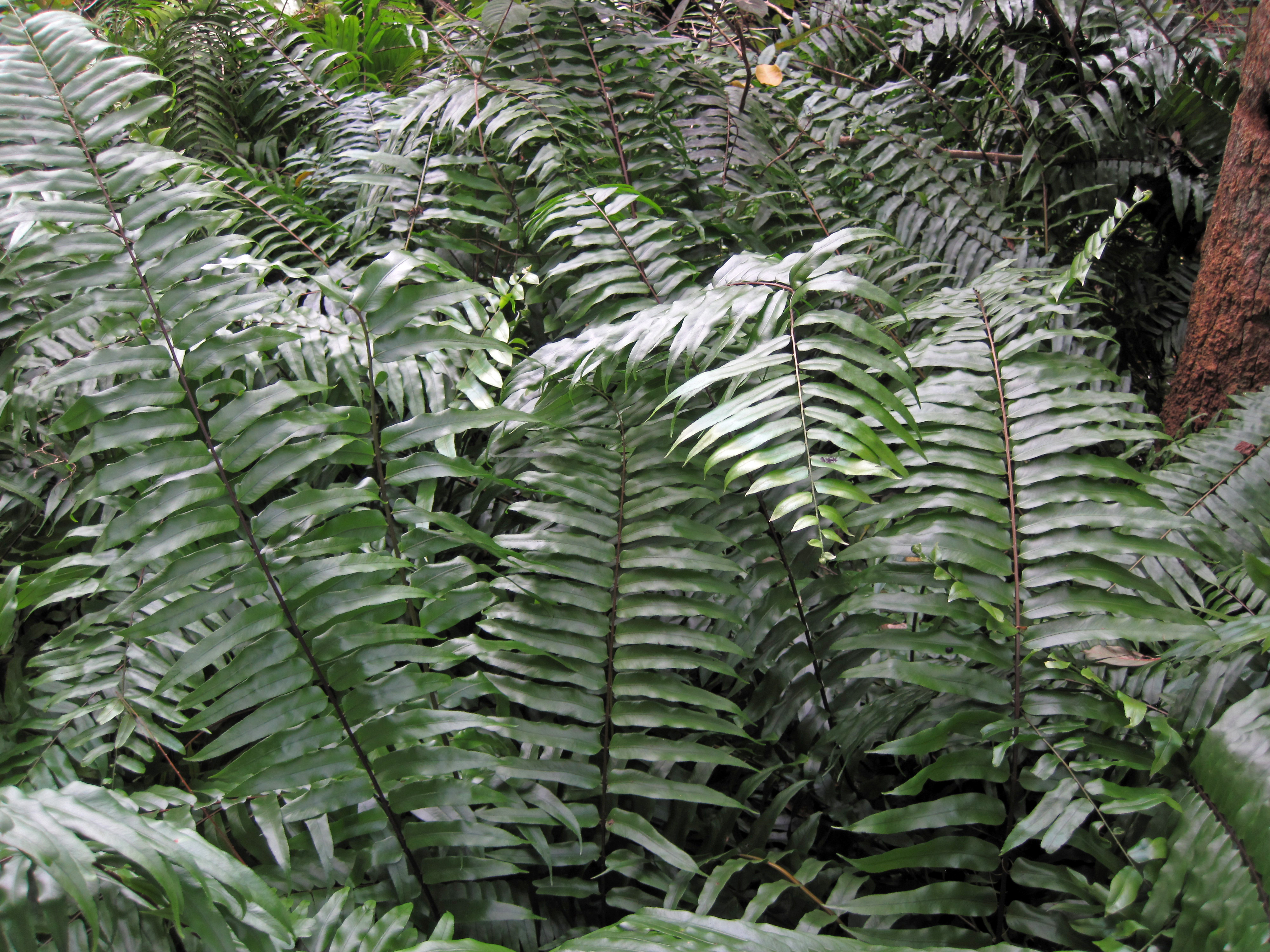
Acrostichum danaeifolium

Acrostichum-Arten sind robuste, ausdauernde, krautige Pflanzen mit aufrechtem oder aufsteigendem Rhizom und fleischigen Wurzeln mit Lüftungsgewebe (=Aerenchym). Die Wedel sind einfach gefiedert und bis zu 4,5 Meter lang; der Blattstiel und der untere Teil der Rhachis trägt bräunliche Schuppen. Die Fiedern sind kurz gestielt oder sitzend und werden bis zu 40 Zentimeter lang. Die Wedel sind etwas dimorph, d. h. die fertilen kurzlebigen Wedel haben bis zu einem Drittel längere Blattstiele und schmalere Blattfiedern als die sterilen längerlebigen Wedel.
Die Sporangien sind acrostichoid angeordnet, d. h. sie sind über die gesamte Unterseite der Blattfiedern verteilt und nicht in diskreten Sori angehäuft. Bei der Sporenreife ändert sich die Farbe dieses Sporangienbelages von weiß, nach grün (= unreif) und schwarz (= reif) nach braun (nach Freisetzen der Sporen).

## Systematik
Die Gattung Acrostichum wurde 1753 durch Carl von Linné in Species Plantarum, Tomus II, Seite 1067 aufgestellt. Typusart ist Acrostichum aureum L..
Innerhalb der Gattung Acrostichum gibt es nur drei bis vier Arten:
- Acrostichum aureum L. (Syn.: Acrostichum inaequale Willd.): Sie ist pantropisch verbreitet.[1][2]
- Acrostichum danaeifolium Langsd. & Fisch. (Syn.: Acrostichum lomarioides Jenman): Sie gedeiht in der Neotropis subtropischen bis tropischen Gebieten von Florida über Zentral- bis Südamerika.[2]
- Acrostichum speciosum Willd. (Syn.: Acrostichum fraxinifolium R.Br.): Sie kommt vom tropischen und subtropischen Asien über Australien bis zu den Inseln des südwestlichen Pazifik vor.[1]

## Ökologie
Acrostichum danaeifolium ist die größte Art mit Wedeln von bis zu 4,5 Metern Länge. Sie wächst im Süßwasser und brackigen Flussmündungen nahe der Küste und ist am wenigsten salztolerant. Acrostichum aureum ist etwas kleinerwüchsig mit Wedeln von bis zu 3,5 Metern, wächst in Brackwasser und Mangroven und ist stärker salztolerant. Acrostichum speciosum ist die kleinwüchsigste und salztoleranteste Art, die teils bis in die meeresnahen Mangroven mit starkem Gezeiteneinfluss vordringt. Obwohl Mangrovenfarne in ständig feuchtem oder überschwemmtem Habitat wachsen, ist die Ausbildung ihrer fertilen Wedel saisonal auf wenige Sommermonate beschränkt. Die Sporen können eine Zeit lang auf der Wasseroberfläche treiben, bevor sie absinken. Sie keimen daher an den Uferrändern auf Höhe des Wasserhöchststandes aus, wo sich die Gametophyten entwickeln.